# Mycodrosophila heterothrix
Mycodrosophila heterothrix är en tvåvingeart som beskrevs av Mcevey och Bock 1982. Mycodrosophila heterothrix ingår i släktet Mycodrosophila och familjen daggflugor. Inga underarter finns listade i Catalogue of Life.